# 镜太阳盘虫
镜太阳盘虫（学名：Heliodiscus phacodiscus）为镜盘虫科太阳盘虫属的动物。分布于地中海、大西洋以及中国东海等海域。